# Joseph Gockinga (1778-1851)
Joseph Gockinga (Groningen, 28 mei 1778 - aldaar, 29 oktober 1851) was een Nederlandse jurist en politicus.

## Leven en werk
Gockinga, lid van de familie Gockinga, werd in 1778 te Groningen geboren als zoon van mr. Campegius Hermannus Gockinga en van Alagonda Maria van Sijsen. Hij studeerde van 1795 tot 1801 Romeins en hedendaags recht aan de hogeschool van Groningen en promoveerde in 1801 op een proefschrift getiteld " Observationes ex jure civili selectas". Na zijn studie vestigde hij zich als advocaat in Groningen. Van 1805 tot 1819 vervulde hij diverse functies in de sfeer van de belasting, hij was achtereenvolgens commissaris der verpondingen, ontvanger der middelen te water en te land, ontvanger der registratie en inspecteur registratie-, zegel- en hypotheekrechten. In 1819 werd hij benoemd tot rechter bij de rechtbank Groningen. In 1827 werd hij benoemd tot vicepresident en in 1830 tot president van deze rechtbank. In 1838 volgde zijn benoeming tot raadsheer bij het gerechtshof in Groningen, een jaar later werd hij vicepresident van dit hof en van 1843 tot 1848 vervulde hij er de functie van president.
Daarnaast was Gockinga politiek actief. Hij behoorde tot de zeer conservatieve politici. In 1823 volgde hij zijn overleden vader op als lid van de Tweede Kamer der Staten Generaal, met een onderbreking van 1825 tot 1827, was hij tot 1843 volksvertegenwoordiger. Hij was in Groningen president van de commissie voor de landbouw. Van 1839 tot 1841 was hij curator van de Hogeschool van Groningen. Hij was kerkvoogd van de kerk in Noordbroek.

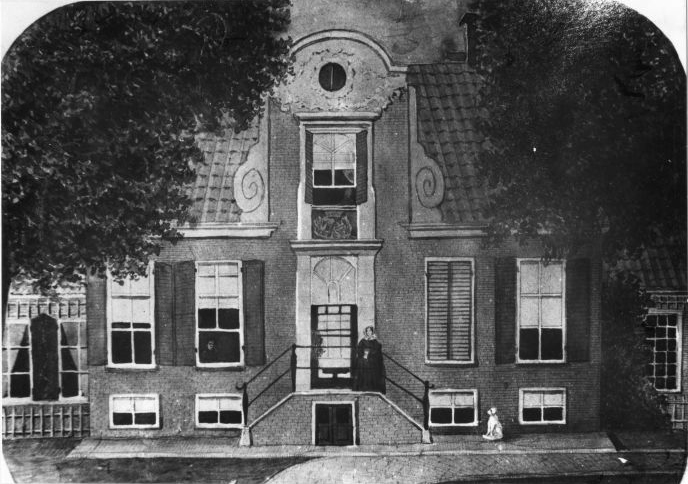
Veenhuizen omstreeks 1850. Voor het raam Joseph Gockinga en op de stoep zijn echtgenote Catharina Modderman en voor het bovenraam een van hun dochters

Gockinga trouwde op 11 oktober 1802 te Groningen met Catharina Modderman, dochter van Jan Modderman en van Angelique Esther Elin. Zij woonden in Noordbroek op de buitenplaats Veenhuizen. Uit hun huwelijk werden negen kinderen geboren, drie zonen en zes dochters. Van hun zonen werd Campegius Hermannus president van de Hoge Raad, Jan kantonrechter in Zuidbroek en Joseph raadsheer bij het gerechtshof van Groningen. Gockinga overleed in oktober 1851 op 73-jarige leeftijd in Groningen. Na zijn overlijden zette zijn weduwe de buitenplaats Veenhuizen te koop. Gockinga was ridder in de Orde van de Nederlandse Leeuw.
- Biografisch Portaal: 36125084
- International Standard Name Identifier: 0000 0003 9093 4757
- Nederlandse Thesaurus van Auteursnamen: 073627070
- Parlement.com: vg09llsp1hwz
- Virtual International Authority File: 284628159
- WorldCat: E39PBJfh764ybfkQFHWVvpDTHC